# Sa giông California
Sa giông California hay Sa giông bụng cam (tên khoa học Taricha torosa) là một loài sa giông tìm thấy chủ yếu ở California. Chiều dài lớn nhất của nó có thể nằm trong khoảng từ 5 đến 8 inch (13–20 cm). Da của nó tạo ra một loại độc tố mạnh.

## Độc tính
Như các thành viên khác Taricha, các tuyến trong da của T. torosa tiết ra các chất độc thần kinh mạnh tetrodotoxin, mạnh gấp hàng trăm lần so với xyanua. Đây là chất độc được tìm thấy trong cá nóc và ếch harlequin. Các nhà nghiên cứu tin rằng vi khuẩn tổng hợp tetrodotoxin và các động vật có sử dụng các chất độc thần kinh có được nó thông qua mức tiêu thụ của các vi khuẩn. Chất độc thần kinh này là đủ mạnh để tiêu diệt hầu hết các vật có xương sống, kể cả con người. Tuy nhiên, chúng chỉ nguy hiểm khi nuốt phải, và có thể được giữ lại an toàn như là vật nuôi.
Do độc tính của chúng, sa giông California có vài kẻ thù tự nhiên. rắn sọc là phổ biến nhất, và một số loài đã phát triển một sức đề kháng di truyền đến tetrodotoxin.

## Chế độ ăn uống
Giun đất, ốc, ốc sên, sowbugs, trùn đất, ấu trùng muỗi, và không xương sống khác là những con mồi của Sa giông California. Tại Sierra Nevada, những con sa giông cũng ăn trứng cá hồi. 